# Saison 1984-1985 des Celtics de Boston
La saison 1984-1985 des Celtics de Boston est la 39e saison de la franchise américaine de la National Basketball Association (NBA).
Les Celtics entrent dans la saison en tant que champion en titre, après leur victoire en Finales NBA contre les Lakers de Los Angeles en sept matchs.
Le 3 mars 1985, Kevin McHale bat le record de Larry Bird Celtics en inscrivant 56 points contre les Pistons de Détroit. Moins de deux semaines plus tard, le 12 mars, Bird lui répond, marquant 60 points contre les Hawks d'Atlanta.
En playoffs, les Celtics ont vaincu les Cavaliers de Cleveland au premier tour en quatre matchs, les Pistons de Détroit en demi-finale de conférence en six matchs, et les 76ers de Philadelphie en finale de conférence en cinq matchs pour se qualifier pour les Finales NBA 1985. En finale, ils ont de nouveau affronté les Lakers de Los Angeles. Cependant, les Celtics ont perdu en six matchs la série, marquant leur première défaite en finale face aux Lakers.

## Draft
| Tour | Rang | Joueur              | Position | Nationalité | Provenance       |
| ---- | ---- | ------------------- | -------- | ----------- | ---------------- |
| 1    | 24   | Michael Young       | SF/SG    | États-Unis  | Houston          |
| 2    | 47   | Ronnie Williams     |          | États-Unis  | Florida          |
| 3    | 70   | Rick Carlisle       | G        | États-Unis  | Virginia         |
| 4    | 93   | Kevin Mullin        |          | États-Unis  | Princeton        |
| 5    | 116  | Todd Orlando        |          | États-Unis  | Bentley          |
| 6    | 139  | Steve Carfino       | G        | États-Unis  | Iowa             |
| 7    | 162  | Mark Van Valkenburg |          | États-Unis  | Framingham State |
| 8    | 184  | Champ Godboldt      |          | États-Unis  | Holy Cross       |
| 9    | 206  | Joe Dixon           |          | États-Unis  | Merrimack        |
| 10   | 228  | Dan Trant           |          | États-Unis  | Clark            |

## Classements de la saison régulière
| Conférence Est | Conférence Est         | Conférence Est | Conférence Est | Conférence Est |
| No             | Franchise              | Vic.           | Déf.           | PCT            |
| -------------- | ---------------------- | -------------- | -------------- | -------------- |
| 1              | Celtics de Boston      | 63             | 19             | 76.8           |
| 2              | Bucks de Milwaukee     | 59             | 23             | 72.0           |
| 3              | 76ers de Philadelphie  | 58             | 24             | 70.7           |
| 4              | Pistons de Détroit     | 46             | 36             | 56.1           |
| 5              | Nets du New Jersey     | 42             | 40             | 51.2           |
| 6              | Bullets de Washington  | 40             | 42             | 48.8           |
| 7              | Bulls de Chicago       | 38             | 44             | 46.3           |
| 8              | Cavaliers de Cleveland | 36             | 46             | 43.9           |
|                |                        |                |                |                |
| 9              | Hawks d'Atlanta        | 34             | 48             | 41.5           |
| 10             | Knicks de New York     | 24             | 58             | 29.3           |
| 11             | Pacers de l'Indiana    | 22             | 60             | 26.8           |

| Division Atlantique   | V  | D  | PCT  | GB |
| --------------------- | -- | -- | ---- | -- |
| Celtics de Boston     | 63 | 19 | 76.8 | -  |
| 76ers de Philadelphie | 58 | 24 | 70.7 | 5  |
| Nets du New Jersey    | 42 | 40 | 51.2 | 21 |
| Bullets de Washington | 40 | 42 | 48.8 | 23 |
| Knicks de New York    | 24 | 58 | 29.3 | 39 |

## Effectif
| Numéro | Joueur         | Position | Provenance                    |
| ------ | -------------- | -------- | ----------------------------- |
| 00     | Robert Parish  | C        | Centenary (LA)                |
| 3      | Dennis Johnson | PG       | Pepperdine                    |
| 8      | Scott Wedman   | SF       | Colorado                      |
| 20     | Ray Williams   | PG       | Minnesota                     |
| 28     | Quinn Buckner  | PG       | Indiana                       |
| 30     | M.L. Carr      | SF       | Guilford College              |
| 31     | Cedric Maxwell | SF       | UNC Charlotte                 |
| 32     | Kevin McHale   | PF       | Minnesota                     |
| 33     | Larry Bird     | SF       | Indiana State University      |
| 34     | Rick Carlisle  | SG       | University of Maine, Virginia |
| 40     | Carlos Clark   | SG       | Ole Miss                      |
| 44     | Danny Ainge    | SG       | BYU                           |
| 50     | Greg Kite      | C        | BYU                           |

## Campagne de playoffs

### Premier tour
(1) Celtics de Boston vs. (8) Cavaliers de Cleveland : Boston remporte la série 3-1
- Game 1 @ Boston Garden, Boston (18 avril) : Boston 126 - 123 Cleveland
- Game 2 @ Boston Garden, Boston (20 avril) : Boston 108 - 106 Cleveland
- Game 3 @ The Coliseum, Richfield (23 avril) : Cleveland 105 - 98 Boston
- Game 4 @ The Coliseum, Richfield (25 avril) : Boston 117 - 115 Cleveland

### Demi-finale de conférence
(1) Celtics de Boston vs. (4) Pistons de Détroit: Boston remporte la série 4-2
- Game 1 @ Boston Garden, Boston (28 avril) : Boston 133 - 99 Détroit
- Game 2 @ Boston Garden, Boston (30 avril) : Boston 121 - 114 Détroit
- Game 3 @ Joe Louis Arena, Detroit (2 mai) : Détroit 125 - 117 Boston
- Game 4 @ Joe Louis Arena, Detroit (5 mai) : Détroit 102 - 99 Boston
- Game 5 @ Boston Garden, Boston (8 mai) : Boston 130 - 123 Détroit
- Game 6 @ Joe Louis Arena, Detroit (10 mai) : Boston 123 - 113 Détroit

### Finale de conférence
(1) Celtics de Boston vs. (3) 76ers de Philadelphie : Boston remporte la série 4-1
- Game 1 @ Boston Garden, Boston (12 mai) : Boston 108 - 93 Philadelphie
- Game 2 @ Boston Garden, Boston (14 mai) : Boston 106 - 98 Philadelphie
- Game 3 @ The Spectrum, Philadelphie (18 mai) : Boston 105 - 94 Philadelphie
- Game 4 @ The Spectrum, Philadelphie (19 mai) : Philadelphie 115 - 104 Boston
- Game 5 @ Boston Garden, Boston (22 mai) : Boston 102 - 100 Philadelphie

### Finales NBA
(E1) Celtics de Boston vs. (W1) Lakers de Los Angeles : Boston s'incline dans les Finales 2-4

#### Tableau
|                       | Match 1 | Match 2 | Match 3 | Match 4 | Match 5 | Match 6 | Score final |
| Celtics de Boston     | 148     | 102     | 111     | 107     | 111     | 100     | 2           |
| Lakers de Los Angeles | 114     | 109     | 136     | 105     | 120     | 111     | 4           |

Les scores en couleur représentent l'équipe à domicile. Le score du match en gras est le vainqueur du match.

#### Match 1
| 27 mai 1985 | Rapport | Lakers de Los Angeles 114, Celtics de Boston 148              | Lakers de Los Angeles 114, Celtics de Boston 148 | Lakers de Los Angeles 114, Celtics de Boston 148   | OT | Boston Garden, Boston Affluence : 14 890 Arbitres : No. 10 Darell Garretson No. 20 Jess Kersey | CBS |
| 27 mai 1985 | Rapport | Score par quart-temps : 24–38, 25–41, 30–29, 35–40, OT : 8-11 |                                                  |                                                    | OT | Boston Garden, Boston Affluence : 14 890 Arbitres : No. 10 Darell Garretson No. 20 Jess Kersey | CBS |
| 27 mai 1985 | Rapport | James Worthy 20 Kurt Rambis 9 Magic Johnson 12                | Points Rebonds Passes d.                         | McHale, Wedman 26 Kevin McHale 9 Dennis Johnson 10 | OT | Boston Garden, Boston Affluence : 14 890 Arbitres : No. 10 Darell Garretson No. 20 Jess Kersey | CBS |
| 27 mai 1985 | Rapport | Boston mène la série 1 à 0                                    |                                                  |                                                    | OT | Boston Garden, Boston Affluence : 14 890 Arbitres : No. 10 Darell Garretson No. 20 Jess Kersey | CBS |

Les Celtics battent les Lakers 148-114 dans un match reconnu comme le Massacre Memorial Day. Kareem Abdul-Jabbar n'a marqué que 12 points et 3 rebonds en duel avec Robert Parish et Magic Johnson n'a qu'un seul rebond. Danny Ainge des Celtics a débuté fort en marquant 15 points dans le premier quart-temps. Scott Wedman a réussi ses 11 tirs. Ensuite, Abdul-Jabbar s'est excusé auprès de ses coéquipiers pour sa performance médiocre.
Avant la victoire de Boston 131-92 sur les Lakers lors du match 6 des finales 2008, c'est le match de finales le plus déséquilibré dans l'histoire de la rivalité entre les Celtics de Boston et les Lakers de Los Angeles.

#### Match 2
| 30 mai 1985 | Rapport | Lakers de Los Angeles 109, Celtics de Boston 102               | Lakers de Los Angeles 109, Celtics de Boston 102 | Lakers de Los Angeles 109, Celtics de Boston 102 |  | Boston Garden, Boston Affluence : 14 890 Arbitres : No. 11 Jake O'Donnell No. 9 John Vanak | CBS |
| 30 mai 1985 | Rapport | Score par quart-temps : 31–26, 33–20, 23–29, 22–27             |                                                  |                                                  |  | Boston Garden, Boston Affluence : 14 890 Arbitres : No. 11 Jake O'Donnell No. 9 John Vanak | CBS |
| 30 mai 1985 | Rapport | Kareem Abdul-Jabbar 30 Kareem Abdul-Jabbar 17 Magic Johnson 13 | Points Rebonds Passes d.                         | Larry Bird 30 Larry Bird 12 Dennis Johnson 8     |  | Boston Garden, Boston Affluence : 14 890 Arbitres : No. 11 Jake O'Donnell No. 9 John Vanak | CBS |
| 30 mai 1985 | Rapport | Égalité dans la série 1 à 1                                    |                                                  |                                                  |  | Boston Garden, Boston Affluence : 14 890 Arbitres : No. 11 Jake O'Donnell No. 9 John Vanak | CBS |

Les Lakers se reprennent avec une victoire 109-102 à Boston, comme Kareem Abdul-Jabbar qui totalise 30 points, 17 rebonds, 3 contres, et 8 passes. Michael Cooper contribue à ce succès en terminant avec 22 points dont un  8 sur 9 au tir. Les Lakers égalisent ainsi à un match partout.

#### Match 3
| 2 juin 1985 | Rapport | Celtics de Boston 111, Lakers de Los Angeles 136   | Celtics de Boston 111, Lakers de Los Angeles 136 | Celtics de Boston 111, Lakers de Los Angeles 136        |  | Great Western Forum, Inglewood Affluence : 17 505 Arbitres : No. 25 Hugh Evans No. 12 Earl Strom | CBS |
| 2 juin 1985 | Rapport | Score par quart-temps : 29–25, 30–40, 26–35, 26–36 |                                                  |                                                         |  | Great Western Forum, Inglewood Affluence : 17 505 Arbitres : No. 25 Hugh Evans No. 12 Earl Strom | CBS |
| 2 juin 1985 | Rapport | Kevin McHale 31 Kevin McHale 10 Danny Ainge 10     | Points Rebonds Passes d.                         | James Worthy 29 Kareem Abdul-Jabbar 14 Magic Johnson 16 |  | Great Western Forum, Inglewood Affluence : 17 505 Arbitres : No. 25 Hugh Evans No. 12 Earl Strom | CBS |
| 2 juin 1985 | Rapport | Los Angeles mène la série 2 à 1                    |                                                  |                                                         |  | Great Western Forum, Inglewood Affluence : 17 505 Arbitres : No. 25 Hugh Evans No. 12 Earl Strom | CBS |

Les Celtics sont en avance avec 48-38 au milieu su second quart-temps, avant que les Lakers, sous l'impulsion de James Worthy, ne mène 65-59 à mi-temps. Finalement les Lakers remportent le match 136-111. Kareem Abdul-Jabbar devient un des meilleurs marqueurs des séries éliminatoires de tous les temps. Pendant ce temps, Larry Bird perd sa réussite au tir avec 17 sur 42, en fait il est gêné par un mal de dos et le coude droit douloureux, même si la plupart des gens croient qu'il a des problèmes avec la défense de Michael Cooper.

#### Match 4
| 5 juin 1985 | Rapport | Celtics de Boston 107, Lakers de Los Angeles 105   | Celtics de Boston 107, Lakers de Los Angeles 105 | Celtics de Boston 107, Lakers de Los Angeles 105         |  | Great Western Forum, Inglewood Affluence : 17 505 Arbitres : No. 4 Ed T. Rush No. 9 John Vanak | CBS |
| 5 juin 1985 | Rapport | Score par quart-temps : 28–32, 31–26, 23–26, 25–21 |                                                  |                                                          |  | Great Western Forum, Inglewood Affluence : 17 505 Arbitres : No. 4 Ed T. Rush No. 9 John Vanak | CBS |
| 5 juin 1985 | Rapport | Kevin McHale 28 Kevin McHale 12 Dennis Johnson 12  | Points Rebonds Passes d.                         | Kareem Abdul-Jabbar 21 Magic Johnson 11 Magic Johnson 12 |  | Great Western Forum, Inglewood Affluence : 17 505 Arbitres : No. 4 Ed T. Rush No. 9 John Vanak | CBS |
| 5 juin 1985 | Rapport | Égalité dans la série 2 à 2                        |                                                  |                                                          |  | Great Western Forum, Inglewood Affluence : 17 505 Arbitres : No. 4 Ed T. Rush No. 9 John Vanak | CBS |

#### Match 5
| 7 juin 1985 | Rapport | Celtics de Boston 111, Lakers de Los Angeles 120   | Celtics de Boston 111, Lakers de Los Angeles 120 | Celtics de Boston 111, Lakers de Los Angeles 120      |  | Great Western Forum, Inglewood Affluence : 17 505 Arbitres : No. 10 Darell Garretson No. 11 Jake O'Donnell | CBS |
| 7 juin 1985 | Rapport | Score par quart-temps : 31–35, 20–29, 30–31, 30–25 |                                                  |                                                       |  | Great Western Forum, Inglewood Affluence : 17 505 Arbitres : No. 10 Darell Garretson No. 11 Jake O'Donnell | CBS |
| 7 juin 1985 | Rapport | Robert Parish 26 Kevin McHale 10 Dennis Johnson 17 | Points Rebonds Passes d.                         | Kareem Abdul-Jabbar 36 Kurt Rambis 9 Magic Johnson 17 |  | Great Western Forum, Inglewood Affluence : 17 505 Arbitres : No. 10 Darell Garretson No. 11 Jake O'Donnell | CBS |
| 7 juin 1985 | Rapport | Los Angeles mène la série 3 à 2                    |                                                  |                                                       |  | Great Western Forum, Inglewood Affluence : 17 505 Arbitres : No. 10 Darell Garretson No. 11 Jake O'Donnell | CBS |

Dans ce match, les Lakers ont toujours mené devant les Celtics passant d'une avance de 64-51 à 89-72 puis les Celtics ont réduit le déficit à 101-97 avec six minutes de la fin. Toutefois, Magic Johnson marqué trois fois de suite alors que Kareem a ajouté quatre autres paniers et les Lakers ont terminé avec une victoire 120-111 pour prendre une avance de 3-2 dans la série. C'est le premier match 5 à être joué dans le format 2-3-2 dans laquelle l'équipe sans l'avantage du terrain reçoit.

#### Match 6
| 7 juin 1985 | Rapport | Lakers de Los Angeles 111, Celtics de Boston 100           | Lakers de Los Angeles 111, Celtics de Boston 100 | Lakers de Los Angeles 111, Celtics de Boston 100 |  | Boston Garden, Boston Affluence : 14 890 Arbitres : No. 25 Hugh Evans No. 12 Earl Strom | CBS |
| 7 juin 1985 | Rapport | Score par quart-temps : 28–26, 27–29, 27–18, 29–27         |                                                  |                                                  |  | Boston Garden, Boston Affluence : 14 890 Arbitres : No. 25 Hugh Evans No. 12 Earl Strom | CBS |
| 7 juin 1985 | Rapport | Kareem Abdul-Jabbar 29 Johnson, Rambis 10 Magic Johnson 14 | Points Rebonds Passes d.                         | Kevin McHale 32 Kevin McHale 16 Danny Ainge 11   |  | Boston Garden, Boston Affluence : 14 890 Arbitres : No. 25 Hugh Evans No. 12 Earl Strom | CBS |
| 7 juin 1985 | Rapport | Los Angeles gagne la série 4 à 2                           |                                                  |                                                  |  | Boston Garden, Boston Affluence : 14 890 Arbitres : No. 25 Hugh Evans No. 12 Earl Strom | CBS |

Lors de ce dernier match, les Lakers mené par Abdul-Jabbar, qui a marqué 29 points battent les Celtics 111-100. Kevin McHale a marqué 32 points malgré la défaite. Grâce à la défense de Michael Cooper et une blessure à la main droite de Larry Bird auteur d'un médiocre 12 sur 29 pau tir. C'est la première (et à ce jour, la seule) fois qu'une équipe adverse remporte un championnat de la NBA au Boston Garden. Kareem Abdul-Jabbar a été nommé MVP de la série, seulement son deuxième (il l'a également gagné en 1971). Lors des quatre victoires des Lakers, Abdul-Jabbar produit en moyenne 30,2 points, 11,3 rebonds, 6,5 passes et 2,0 blocs.
C'est la première fois, après huit défaites consécutives, que les Lakers battent les Celtics en finales.

## Statistiques

### Saison régulière
| Joueur         | MJ | MC | MPG  | FG%  | 3P%   | FT%   | RPG  | APG | SPG | BPG | PPG  |
| -------------- | -- | -- | ---- | ---- | ----- | ----- | ---- | --- | --- | --- | ---- |
| Larry Bird     | 80 | 77 | 39.5 | .522 | .427  | .882  | 10.5 | 6.6 | 1.6 | 1.2 | 28.7 |
| Dennis Johnson | 80 | 77 | 37.2 | .462 | .269  | .853  | 4.0  | 6.8 | 1.2 | .5  | 15.7 |
| Robert Parish  | 79 | 78 | 36.1 | .524 | .000  | .743  | 10.6 | 1.6 | .7  | 1.3 | 17.6 |
| Danny Ainge    | 75 | 73 | 34.2 | .529 | .268  | .868  | 3.6  | 5.3 | 1.6 | .1  | 12.9 |
| Kevin McHale   | 79 | 31 | 33.6 | .570 | 1.000 | .760  | 9.0  | 1.8 | .4  | 1.5 | 19.8 |
| Cedric Maxwell | 57 | 51 | 26.2 | .533 | .000  | .831  | 4.2  | 1.8 | .6  | .3  | 11.1 |
| Ray Williams   | 23 | 5  | 20.0 | .385 | .261  | .674  | 2.5  | 3.9 | 1.3 | .2  | 6.4  |
| Scott Wedman   | 78 | 5  | 14.4 | .478 | .500  | .764  | 2.0  | 1.2 | .3  | .1  | 6.4  |
| Quinn Buckner  | 75 | 6  | 11.4 | .383 | .000  | .640  | 1.2  | 2.0 | .8  | .0  | 2.4  |
| Carlos Clark   | 62 | 3  | 9.1  | .421 | .000  | .774  | 1.1  | .8  | .6  | .0  | 2.7  |
| M.L. Carr      | 47 | 0  | 8.4  | .416 | .391  | 1.000 | .9   | .5  | .4  | .1  | 3.2  |
| Greg Kite      | 55 | 4  | 7.7  | .375 | .000  | .688  | 1.6  | .3  | .1  | .2  | 1.6  |
| Rick Carlisle  | 38 | 0  | 4.7  | 388  | .000  | .882  | .6   | .7  | .1  | .0  | 1.8  |

### Playoffs
| Joueur         | MJ | MC | MPG  | FG%  | 3P%  | FT%   | RPG  | APG | SPG | BPG | PPG  |
| -------------- | -- | -- | ---- | ---- | ---- | ----- | ---- | --- | --- | --- | ---- |
| Danny Ainge    | 21 | 21 | 32.7 | .466 | .438 | .769  | 2.8  | 5.8 | 1.5 | 0.0 | 11.0 |
| Larry Bird     | 20 | 20 | 40.8 | .461 | .280 | .890  | 9.1  | 5.8 | 1.7 | 1.0 | 26.0 |
| Quinn Buckner  | 15 | 0  | 5.7  | .591 |      | .625  | 0.5  | 0.8 | 0.4 | 0.0 | 2.1  |
| M.L. Carr      | 7  | 0  | 3.4  | .267 | .500 |       | 0.3  | 0.1 | 0.1 | 0.0 | 1.3  |
| Carlos Clark   | 3  | 0  | 3.7  | .600 |      | 1.000 | 0.7  | 1.0 | 0.3 | 0.0 | 2.7  |
| Dennis Johnson | 21 | 21 | 40.4 | .445 | .000 | .860  | 4.0  | 7.3 | 1.5 | 0.4 | 17.3 |
| Greg Kite      | 9  | 0  | 7.0  | .417 |      | .500  | 1.8  | 0.3 | 0.1 | 0.0 | 1.2  |
| Cedric Maxwell | 20 | 0  | 11.9 | .488 |      | .791  | 2.4  | 0.4 | 0.5 | 0.1 | 3.8  |
| Kevin McHale   | 21 | 21 | 39.9 | .568 |      | .807  | 9.9  | 1.5 | 0.6 | 2.2 | 22.1 |
| Robert Parish  | 21 | 21 | 38.2 | .493 |      | .784  | 10.4 | 1.5 | 1.0 | 1.6 | 17.1 |
| Scott Wedman   | 21 | 1  | 16.7 | .545 | .455 | .684  | 2.8  | 1.6 | 0.6 | 0.0 | 8.7  |
| Ray Williams   | 19 | 0  | 14.6 | .405 | .133 | .960  | 1.9  | 3.2 | 0.6 | 0.1 | 6.3  |

## Récompenses
- Larry Bird, NBA Most Valuable Player
- Kevin McHale, NBA Sixth Man of the Year
- Larry Bird, All-NBA First Team
- Dennis Johnson, NBA All-Defensive Second Team